# Brachiozoa
Die Brachiozoa sind ein rangloses Taxon, in dem zwei Stämme mariner wirbelloser Tiere vereint werden, die Hufeisenwürmer (Phoronida) und die Armfüßer (Brachiopoda). Sowohl morphologische als auch molekulargenetische Forschungen belegen, dass die beiden Taxa Schwestergruppen sind.

## Merkmale
Die Brachiozoa haben als wichtigstes gemeinsames Merkmal ihren Tentakelapparat (Lophophor), der bereits sehr früh bei den Larven angelegt wird. Die Mundöffnung befindet sich zwischen den Tentakeln, der Anus außerhalb, in der Nähe des Lophophors. Weitere Autapomorphien sind die monociliären Hautzellen, d. h., dass jede einzelne Zelle jeweils nur eine Cilie besitzt, und paarige Metanephridien (Ausscheidungsorgane). Da Körper und Darm von Armfüßern und Hufeisenwürmern in unterschiedlicher Weise gedreht sind, nimmt man an, dass der Darm bei der Stammart der Brachiozoa gerade verlief. Während die Armfüßer Schalen bilden und dadurch den nicht verwandten Muscheln ähneln, sind die Hufeisenwürmer schalenlos.

## Innere Systematik
Molekularbiologische Untersuchungen deuten darauf hin, dass die Hufeisenwürmer ein Teiltaxon der Armfüßer sind. Die möglichen phylogenetischen Beziehungen verdeutlicht folgendes Kladogramm:
|  | Schlosstragende Armfüßer (Rhynchonelliformea)                                                      |
|  | |
|  | \| \| Hufeisenwürmer (Phoronida) \| \| \| \| \| \| Schlosslose Armfüßer (Inarticulata) \| \| \| \| |
|  | |
|  | Hufeisenwürmer (Phoronida)                                                                         |
|  | |
|  | Schlosslose Armfüßer (Inarticulata)                                                                |
|  | |

|  | Hufeisenwürmer (Phoronida)          |
|  |                                     |
|  | Schlosslose Armfüßer (Inarticulata) |
|  |                                     |

Die Inarticulata werden als paraphyletische Gruppe aufgelöst in die Linguliformea und die Craniiformea.